# Lauren Francis
Lauren Francis (* in Wales) ist eine walisische Opernsängerin (Sopran). Sie lebt und arbeitet in Deutschland.

## Leben
Francis studierte an der Guildhall School of Music and Drama in London, an der Musikhochschule Mannheim und am Royal College of Music in London. Sie war Gewinnerin des „Internationalen Jan-Kiepura-Gesangswettbewerbs“ der sogenannten Elblandfestspiele.
Nach Abschluss ihres Studiums erhielt Francis ihr erstes Engagement an der British Youth Opera. Sie trat als Lucia in der Oper The Rape of Lucretia am South Bank Theatre in London auf. Lauren Francis gastierte in Deutschland mit der Rolle der Königin der Nacht in Mozarts Oper Die Zauberflöte unter anderem am Stadttheater Freiburg im Breisgau und an der Deutschen Oper am Rhein. Am Hessischen Staatstheater Darmstadt sang sie die Ann Truelove in einer Galavorstellung der Oper The Rake’s Progress, in der Spielzeit 2001/02 außerdem die Marie in Zar und Zimmermann, die Angelica in Orlando furioso von Antonio Vivaldi und die Suora Genofieffa in Suor Angelica.
Ihr Repertoire umfasst außerdem Gilda in Rigoletto, Mimì und Musetta in La Bohème, Micaëla in Carmen sowie mehrere Partien in Operetten (Valencienne in Die lustige Witwe, Anna Elisa in Paganini, Angèle in Der Opernball).
Sie gastierte im Vereinigten Königreich, in Polen, den Niederlanden und Belgien. In Vietnam sang sie anlässlich der Einweihung des neuen Goethe-Institutes in Hanoi. 2007 sang sie die Arien der Königin der Nacht im Rahmen der Konzert-Reihe „Klassik auf Schloss Schleißheim“ im Schloss Oberschleißheim. 2008 sang sie die Rolle der Königin der Nacht in Mozarts Die Zauberflöte an der Welsh National Opera in Cardiff.
In der MEWO Kunsthalle in Memmingen trat sie 2009 als Fiordiligi in Così fan tutte und im Februar 2010 als Gräfin in Le nozze di Figaro auf. Im Sommer 2010 sang sie die Konstanze in einer konzertanten Aufführung des Singspiels Die Entführung aus dem Serail im Schloss Ellwangen. Im November 2010 sang sie die Violetta Valéry in Verdis Oper La Traviata am Stadttheater Neuburg. Im Sommer 2013 sang Lauren Francis die Violetta in La Traviata, u. a. bei den Freilichtspielen Tecklenburg. Am 20. April 2014 sang sie im Finale der DEL-Play-Offs in der Ingolstädter Saturn-Arena die deutsche Nationalhymne.
Im März 2017 spielte sie die Titelrolle in dem Stück Maria und die Callas in der Theaterei Herrlingen. Als Maria Callas gastierte sie im Mai 2018 auch im Vereenshuus Neuenburg. Im Sommer 2019 sang sie die Titelrolle in La Traviata bei einer Open-Air-Aufführung im Schloss Friedberg.
Sie ist mit dem Musiker, Sänger und Schauspieler Franz Garlik verheiratet, mit dem sie als Duo Voice Passion regelmäßig mit Musical- und Crossover-Programmen auftritt. Sie lebt in Rottenegg.